# Credit Union National Association
Credit Union National Association (deutsch Nationalverband der Kreditgenossenschaften), auch CUNA genannt, ist ein Dachverband, der die Kreditgenossenschaften in den Vereinigten Staaten von Amerika vertritt. CUNA arbeitet eng auch mit Verbänden der Kreditgenossenschaften aus verschiedenen Bundesstaaten zusammen. CUNA gibt den Kreditgenossenschaften Informationen, die ihre Geschäfte und Transaktionen betreffen, z. B. über Compliance (Regeltreue), Gesetze, Gesetzgebung und andere für die Kreditgenossenschaften wichtige Themen. CUNA erbringt den Mitgliedern Leistungen wie Lobbyarbeit, Verhandlungen mit Regierungs- und anderen Aufsichtsbehörden, professionelle Dienstleistungsmanagements, Weiterbildungen von Fachpersonal.
Der Sitz ist in Washington, D.C., die Verwaltung befindet sich in Madison, Wisconsin. 
Der Vorsitzende und Chief Executive Officer ist Jim Nussle (seit September 2014).
Cuna beschäftigt rund 70 Mitarbeiter in Washington Büro und rund 200 Menschen in seinem Madison, Wisconsin, Büro. Der Madison Campus ist auch der Hauptsitz der CUNA -Investmentgruppe, dem Weltrat von Kreditgewerkschaften und der National Credit Union Foundation. 